# Albertville (Quebec)
Albertville es un municipio canadiense situado en la provincia de Quebec.

## Superficie
Albertville tiene una superficie de 103,13 km².

## Demografía
En 2021, tenía 239 habitantes, una densidad poblacional de 2,3 hab./km², y 163 viviendas.